# Greatest Hits (ABBA)
Greatest Hits je kompilacija hitova prva tri studijska albuma švedskog sastava ABBA. Omot albuma djelo je švedskog umjetnika Hansa Arnolda.

## Popis pjesama
- Strana A

1. "SOS" – 3:22
2. "He Is Your Brother" – 3:17
3. "Ring Ring" – 3:03
4. "Hasta Mañana" – 3:09
5. "Nina, Pretty Ballerina" – 2:52
6. "Honey, Honey"  – 2:55
7. "So Long" – 3:06

- Strana B

1. "I Do, I Do, I Do, I Do, I Do" – 3:15
2. "People Need Love" – 2:43
3. "Bang-A-Boomerang" – 3:02
4. "Another Town, Another Train" – 3:10
5. "Mamma Mia" – 3:32
6. "Dance (While The Music Still Goes On)" – 3:05
7. "Waterloo" – 2:42